# New Franklin, Ohio
New Franklin är en stad (city) i Summit County i Ohio. Orten har haft stadsrättigheter sedan 6 mars 2006. Vid 2010 års folkräkning hade New Franklin 14 227 invånare.